# John Powell (Mittelstreckenläufer)
John Powell (John Vincent „Jack“ Powell; * 2. November 1910 in Wealdstone, heute London Borough of Harrow; † 27. Juli 1982 in Felpham, West Sussex) war ein britischer Mittelstreckenläufer, dessen Spezialstrecke die 800-Meter-Distanz war.
1932 wurde er bei den Olympischen Spielen in Los Angeles Siebter, 1934 für England startend Vierter über 880 Yards bei den British Empire Games in London. Bei den Olympischen Spielen 1936 in Berlin erreichte er über 800 m das Halbfinale.
1936 siegte er bei der britischen Meisterschaft über 880 Yards. In der Halle wurde 1936 britischer Meister über 600 Yards und 1937 über 880 Yards.

## Persönliche Bestzeiten
- 400 m: 49,5 s, 1933
- 800 m: 1:50,8 min, 20. August 1936, Stockholm
- 1000 m: 2:28,0 min, 1936